# 弗雷德里克·永贝里
卡尔·費特歷·龍格堡（瑞典語：Karl Fredrik Ljungberg，瑞典語發音：[ˈfreːdrɪk ˈjɵŋ.ˈbærj]；1977年4月16日—），也称弗雷迪·永贝里（瑞典語：Freddie Ljungberg），是一名已退役的瑞典職業足球員，司職翼鋒。
龍格堡於咸史達斯開始其職業生涯，於1998年轉會至英格蘭超級足球聯賽球會阿森纳，效力期間贏得2次聯賽冠軍和3次英格蘭足總盃冠軍。他於2007年離開阿仙奴後，先後效力位於美國、英格蘭、蘇格蘭、日本和印度的球會。
在國家隊方面，龍格堡曾代表瑞典國家足球隊上陣75場，並成為國家隊隊長。2008年歐洲國家盃後，龍格堡宣佈退出國家隊。
龍格堡曾經成為時裝品牌卡爾文·克雷恩的代言人直至2007年，亦曾經代言耐吉、PUMA、Beats、ESPN和百事可樂的代言人。

## 早期生涯
龍格堡在1977年4月16日於瑞典維特舍出生，父親為一名工程師，母親則為瑞典勞工部門的一名工人。

## 球會生涯

### 咸史達斯
1989年，龍格堡12歲時已經為球隊的U14青年軍上陣。於17歲時，他獲晉升至一線隊。
1994年10月23日，龍格堡在聯賽對陣AIK足球隊時，首次為球隊上陣。1995年，他共為球隊上陣31場比賽，並攻入職業生涯首球。同年，球隊贏得當屆瑞典盃冠軍。效力咸史達斯期間，他為球隊上陣139場，攻入16球。於1997年贏得瑞典超級足球聯賽冠軍後，龍格堡的表現吸引來自、車路士、阿士東維拉、帕爾馬和阿仙奴的注意。

### 阿仙奴

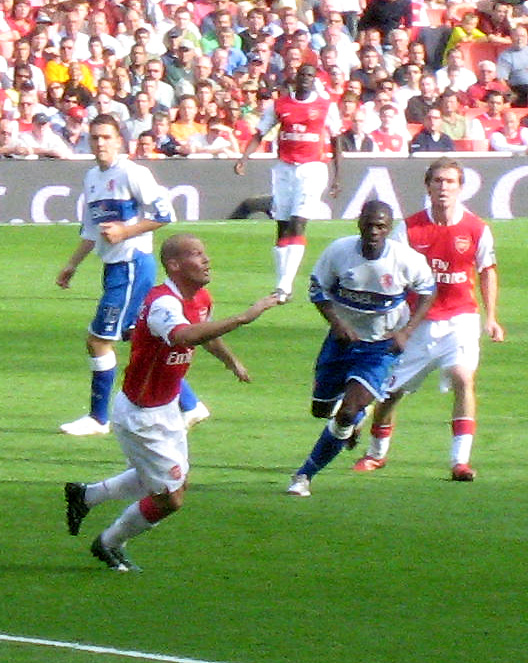
2006年9月，龍格堡代表阿仙奴上陣，對手為米杜士堡

1998年，龍格堡以300萬鎊的轉會費加盟英格蘭超級足球聯賽球會阿仙奴。阿仙奴的球探早在1年前已經開始留意他，而領隊則在電視觀看瑞典國家足球隊對陣英格蘭國家足球隊的友誼賽後決定簽下他，先前並沒有現場觀看過他作賽，而雲加觀看友誼賽只是為了確認龍格堡能適應英格蘭聯賽的對手。9月20日，他在對陣曼聯的聯賽中後備入替。他首次為阿仙奴上陣便攻入1球，協助球隊在主場以3比0擊敗對手。
阿仙奴在2001-02賽季贏得聯賽和英格蘭足總盃雙料冠軍。球隊另一主將於季中受傷後，龍格堡擔起入球的責任，並有着出色的表現。他攻入很多重要的入球，其中包括在2002年英格蘭足總盃決賽攻入1球，協助球隊以2比0勝出，奪冠而回；對陣曼聯時，他攻入扳平的1球，其後球隊更反勝3比1；而對陣利物浦時，他先搏得一記十二碼，由亨利操刀射入，再接應隊友的傳送攻入1球，協助球隊以2比1勝出；3星期再次在對陣利物浦的比賽攻入相似的1球，協助球隊以1比1賽和對手。於全個賽季，龍格堡在各項賽事中攻入17球。
龍格堡於2001年英格蘭足總盃決賽中攻入1球，成為首位於入球的非英格蘭籍球員。1年後，他再次於決賽攻入1球，成為40年來首位連續兩屆決賽賽事皆有進帳的球員。在2005年英格蘭足總盃決賽對陣曼聯的比賽中，他在互射十二碼階段射入1球，協助球隊以5比4擊敗對手捧盃。
龍格堡最擅長在場上出任翼鋒，亦能出任輔鋒的位置。和於2000年離隊後，龍格堡開始成為球隊的正選球員，包括成為球隊於2003-04賽季聯賽不敗奪冠的其中一員。可是，龍格堡間中受到傷患和嚴重的偏頭痛困擾；2005年，有指他臀部持續的傷患是因為患癌，經檢查後發現的原因並不是癌細胞，而是因為進行紋身導致血中毒。雖然龍格堡的腳踝傷患持續，但他仍能為球隊於2006年欧洲冠军联赛决赛上陣，可是球隊以1比2落敗。
2007年1月，有指龍格堡因傷患經常不能為球隊上陣，被迫離開阿仙奴。1月13日，雲加於對陣布莱克本流浪者的賽前記者會上表示，龍格堡仍能對球隊作出貢獻，並將會留效，直至2009年合約完結為止。
2008年，龍格堡成為阿仙奴史上最偉大球員中的第11名。

### 韋斯咸
2007年7月23日，龍格堡在效力阿仙奴9年後離隊，加盟另一支倫敦球會韋斯咸，簽約4年。他於8月11日聯賽揭幕戰對陣曼城的比賽中首次代表球隊上陣，並擔任隊長一職，但韋斯咸在主場以0比2不敵對手。2008年2月9日，龍格堡在聯賽對陣伯明翰的比賽中攻入轉會後首個入球，最終球隊在主場以1比1與對手打成平手。1個月後，他在客負新特蘭2比1的比賽攻入1球，此入球亦是效力韋斯咸期間攻入的最後一球。

### 美職聯
2008年10月28日龍格堡簽約加盟西雅圖海灣者，兩年合約據報年薪高達500萬美元。2010年7月31日龍格堡被交易至芝加哥火焰，於球季結束後離隊。

### 些路迪
2010年12月27日，龍格堡前往蘇格蘭足球超級聯賽球隊些路迪進行試訓，為期1星期。12月30日，他試訓成功，與球隊正式簽約。2011年1月9日，龍格堡在蘇格蘭足總盃對陣伯威克時首次代表球隊上陣，協助球隊作客以2比0勝出。

### 清水心跳
2011年9月6日，龍格堡免費轉投日本職業足球甲級聯賽球會清水心跳，簽約一年半。次年2月14日，他在雙方同意下終止合約並離開球會。
在他離隊後，有傳龍格堡將會加盟澳洲球會中岸水手或南非球會奥兰多海盗。與此同時，龍格堡出任英超大使一職，以宣傳該聯賽。他亦有參與慈善活動，包括2012年的足球援助比賽和麦当劳於基輔舉辦的球童選拔活動（Player Escort Program）。

### 退役
2012年8月24日，龍格堡宣佈退役。

### 孟買足球會
2014年7月25日，龍格堡宣佈復出，將會前往印度超級聯賽。9月2日，孟買足球會簽下他，成為球隊的外援球員。龍格堡因傷缺陣10月12日對陣加爾各答體育會聯賽揭幕戰的比賽，該仗球隊以3比0落敗。龍格堡受到持續的背傷影響，在為球會上陣4場比賽後決定終止合約，返回倫敦。

## 國家隊生涯
國家隊方面，永贝里曾隨瑞典國家隊參加2002年及2006年世界杯，其中在2006年世界杯對巴拉圭分組賽射入一球，為瑞典出線次圈奠定基礎，但瑞典最終於十六強對德國以0:2不敵對手出局，結束了永贝里於2006年的世界盃之遊。永貝里的最後一場國際賽事為2008年6月18日歐洲國家盃中對俄羅斯的分組賽，瑞典於此賽事中以2:0落敗而出局。2008年6月27日，永貝里宣佈退出國家隊。2002年及2006年當選為瑞典足球先生。
在效力國家隊的期間，龍格堡和長期效力阿士東維拉的中堅長期不和，源於梅爾貝里曾在瑞典國家隊訓練營時對龍格堡作出非常兇狠的攔截，使龍格堡非常不滿。

## 榮譽

### 球會
咸史達斯
- 瑞典足球超级联赛冠軍：1997年
- 瑞典盃冠軍：1994-95賽季

 阿仙奴
- 英格蘭超級足球聯賽冠軍：2001-02賽季、2003-04賽季
- 英格蘭足總盃冠軍：2002年、2003年、2005年
- 英格蘭社區盾冠軍：1999年、2002年、2004年
- 歐洲聯賽冠軍盃亞軍：2006年

 西雅圖海灣者
- 美國聯賽盃冠軍：2009年

 些路迪
- 蘇格蘭足總盃冠軍：2010-11賽季

### 個人
- 英格蘭超級足球聯賽最佳球員：2001-02賽季[38]
- 英格蘭超級足球聯賽每月最佳球員：2002年4月[36]
- 英格蘭超級足球聯賽十年最佳陣容[39]
- 欧洲体育杂志联盟最佳陣容：2001-02賽季[40]
- 瑞典足球先生：2002年、2006年[41]
- 瑞典最佳中場球員：1998年、2001年、2002年、2003年、2004年、2005年
- 美國職業足球大聯盟最佳陣容：2009年[37]
- 美國職業足球大聯盟：2009年10月[37]